# Phyllodactylus wirshingi
Espèce
Synonymes
- Phyllodactylus hispaniolae Schwartz, 1979
- Phyllodactylus sommeri Schwartz, 1979

Phyllodactylus wirshingi est une espèce de geckos de la famille des Phyllodactylidae.

## Répartition
Cette espèce se rencontre sur Hispaniola et à Porto Rico.

## Liste des sous-espèces
Selon The Reptile Database (13 février 2013) :
- Phyllodactylus wirshingi hispaniolae Schwartz, 1979
- Phyllodactylus wirshingi sommeri Schwartz, 1979
- Phyllodactylus wirshingi wirshingi Kerster & Smith, 1955

## Étymologie
Cette espèce est nommée en l'honneur de Juan A. Tito Wirshing (-1967).

## Publications originales
- Kerster & Smith, 1955 : The identity of the Puerto Rican species of Phyllodactylus (Reptilia: Squamata). Herpetologica, vol. 11, p. 229-232.
- Schwartz, 1979 : The status of Greater Antillean Phyllodactylus (Reptilia, Gekkonidae). Journal of Herpetology, vol. 13, no 4, p. 419-426.